# Henri-Alexandre Tessier

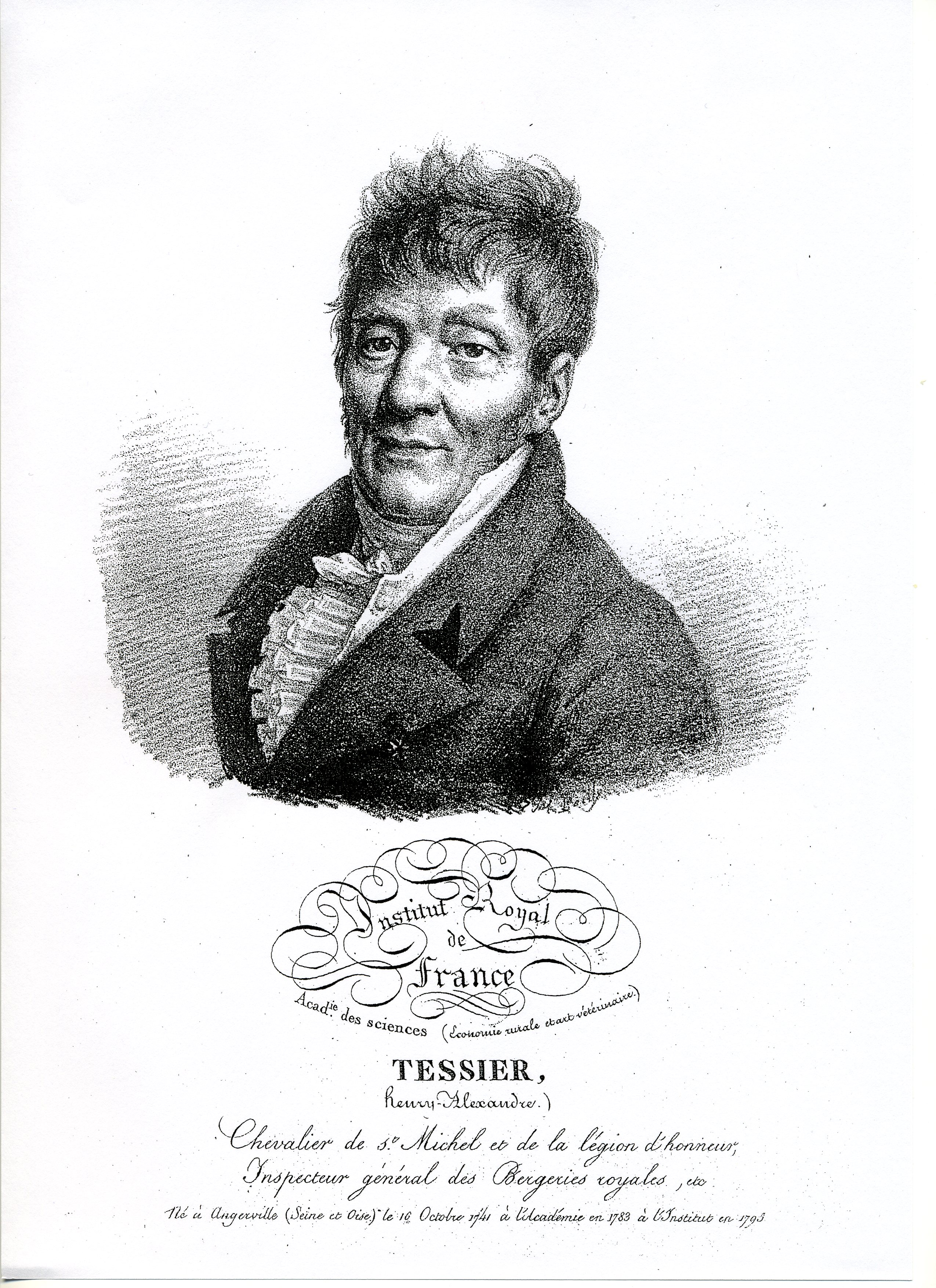
Henri-Alexandre Tessier

Henri-Alexandre Tessier (* 16. Oktober 1741 in Angerville; † 11. Dezember 1837 in Paris) war ein französischer Mediziner, Botaniker, Veterinärmediziner und Agronom. Sein offizielles botanisches Autorenkürzel lautet „Tessier“.

## Leben
Tessier stammte aus bescheidenen Verhältnissen und konnte dank einigen Gönnern zunächst eine Ausbildung am College Montaigu in Paris abschließen, die für Geistliche bestimmt war. Vor der Revolution trug er deshalb den Titel Abbé, war aber nie ordiniert. Er studierte Medizin in Paris und befreundete sich dabei mit dem Botaniker Antoine-Laurent de Jussieu. Nach Veröffentlichungen einiger lateinischer Abhandlungen wurde er Professor an der Faculté de Médecine in Paris (Docteur régent). Er war eines der ersten Mitglieder der Société royale de Médecine nach deren Gründung 1776. Er studierte 1777 eine Mutterkorn-Epidemie in der Sologne und schrieb darüber eine Abhandlung, was 1783 zu seiner Aufnahme in die Académie des sciences führte. Außerdem wurde er Mitglied der Société d’Agriculture de Paris und wurde Direktor der königlichen Farm in Rambouillet. Dort kümmerte er sich um Schafzucht und führte das Merinoschaf in Frankreich ein. Er untersuchte Saatgut aus aller Welt, Getreidekrankheiten und verschiedene Weizensorten, Schafkrankheiten, Kultivierung von Gewürznelken und Baumwolle und andere aktuelle Themen der französischen Landwirtschaft.
In der Französischen Revolution wurde sein Posten zu gefährlich, und er arbeitete am Militärhospital in Fécamp, an dem er Georges Cuvier kennenlernte. Bald kehrte er jedoch zur Landwirtschaft zurück und wurde Generalinspekteur der Schafzucht und war Mitglied des Bureau d´agriculture. Er gründete landwirtschaftliche Zeitschriften (Journal d´agriculture, Annales de l’Agriculture Françoise) und war Redakteur des Journal des Savants. Schließlich eröffnete er in der Brie eine eigene Farm, die er mit modernen Methoden bewirtschaftete. Um die Anbindung seines Ortes Bazoches zu verbessern, baute er aus eigenen Mitteln eine Straße und er wurde zum Dank Bürgermeister.
1802 heiratete er eine halb so alte Frau, die Ehe dauerte bis zu seinem Tod.

## Schriften
- Observations sur plusieurs maladies de bestiaux, telles que la maladie rouge et la maladie du sang, qui attaquent les bêtes à laine, et celles que cause aux bêtes à cornes et aux chevaux la construction vicieuse des étables et des écuries ; avec le plan d’une étable, et celui d’une écurie convenable aux chevaux de cavalerie, de fermes, de postes..., Paris : chez la Ve Hérissant et P. Théophile Barrois jeune, et chez Mme Huzard, 1782 (auch ins Deutsche übersetzt)
- Traité des maladies des grains, Paris, 1783
- Instruction sur les bêtes à laine, et particulièrement sur la race des mérinos, Paris, 1810, 2. Auflage 1811
- Instruction sur la manière de cultiver la betterave, Paris, 1811
- Instruction abrégée sur la culture de la betterave, Paris 1812